# Grandris
Grandris település Franciaországban, Rhône megyében. Lakosainak száma 1212 fő (2022. január 1.). Grandris Saint-Nizier-d'Azergues, Cublize, Meaux-la-Montagne, Lamure-sur-Azergues, Chambost-Allières és Saint-Just-d’Avray községekkel határos.

## Népesség
A település népességének változása:
| Lakosok száma | 1068 | 1199 | 1190 | 1145 | 1183 | 1184 | 1187 | 1185 | 1198 | 1212 |
|               | 1990 | 2006 | 2011 | 2015 | 2016 | 2018 | 2019 | 2020 | 2021 | 2022 |